# 板羽球 (體育運動)
板羽球是中國近幾十年來所發展的一種新型板式打毽球類運動，又稱「三毛球」，起源於苗族傳統體育活動單胳（或稱雞毛球）。

## 歷史
體育史學家認為板羽球是羽毛球運動的前身，而且認為和毽球也有淵源，但現在板羽球、羽毛球和毽球各自分化成不同的體育活動。

## 發展
讓板羽球成為正式的體育活動是中国在抗日战争时期，因物质困难条件下而迅速发展起来的一种群众性体育活动。比赛方法与羽毛球相似，但需用的场地条件和用具比较简便。
最早正式介绍板羽球的，是中华全国体育协进会的几名工作人员。他们于1939年在贵州省看见苗族青年以小竹管插三、五根鸡毛，用木板拍击进行活动，受到启发便设计了羽球和球拍，并制定了规则，命名为板羽球，在成都、重庆、昆明等地学校和体育运动场所先后开展起来，之後便推广到全国各地。

## 參看
- 羽毛球
- 毽球
- 羽根突

## 外部連結
- 羽毛球运动源于都匀苗族的“单胳”（板式打毽）